# Servicio Nacional de Aprendizaje
El Servicio Nacional de Aprendizaje (SENA) es un establecimiento público de educación en Colombia que ofrece formación gratuita con programas técnicos, tecnológicos y complementarios. Está adscrito al Ministerio del Trabajo de Colombia y goza de autonomía administrativa.
La oferta regular para formación profesional: técnicos, tecnólogos y trabajadores especializados incluye más de 522 programas.

## Historia
La idea de una entidad para la formación de la clase obrera surgió del abogado cartaganero Rodolfo Martínez Tono, quien plasmó en su tesis de grado profesional «La Formación Profesional en el Marco de una Política de Empleo». En sus inicios, esa entidad se llamó Instituto de Capacitación Obrera, y tuvo como sede una pequeña oficina en la Universidad Nacional. Para captar los primeros aprendices, Martínez Tono se desplazaba a la entrada de las fábricas y se paraba sobre un viejo bus y con un megáfono invitaba a los trabajadores a formarse. 
El SENA como entidad pública se creó mediante el Decreto 118 del 21 de junio de 1957, durante el gobierno de la Junta Militar, tras la renuncia de Gustavo Rojas Pinilla. Fue impulsado por el propio Martínez Tono con el apoyo del entonces ministro de Trabajo, Raimundo Emiliani Román. El nombre de la institución se lo puso su fundador, en homenaje al río principal de París (Francia), lugar al que solía visitar, e inspirado en el SENAI de Brasil. Sus primeras funciones eran brindar formación profesional a los trabajadores, jóvenes y adultos de la industria, el comercio, la agricultura, la minería y la ganadería. La naciente entidad no solo formaba técnicos, sino también empresarios y promovía las pequeñas y medianas empresas.
Por espacio de tres años desde 1957, la entidad tuvo como sede principal un edificio ubicado en la Calle 20 con Carrera 8. contando inicialmente con el apoyo de las más importantes organizaciones sindicales de Colombia. Mientras que los primeros centros de instrucción fueron aulas del Instituto Técnico Central y de la Universidad Nacional de Colombia, así como improvisadas carpas de circos levantadas en ciudades y municipios, con el fin de ampliar su cobertura, con lo anterior la naciente institución buscaría atender las demandas de la empresa privada, el Gobierno y de los trabajadores, que exigían más capacitación en procura de mejorar su calidad laboral y de vida.
El 23 de agosto de 1957, sesionó por primera vez el Consejo Nacional y se definieron dos tareas a realizar: el estudio, codificación y sistematización de la oferta y demanda de mano de obra, y la capacitación profesional, para poner en práctica estas tareas se establecieron la División de Mano de Obra, la de Formación Profesional y la Administrativa, creada para planificar la construcción y dotación de los centros de formación profesional.
Durante los primeros meses se establecieron las estructuras seccionales en los diversos departamentos como Cundinamarca, Antioquia, Valle del Cauca, Atlántico, Bolívar, Nariño, Cauca y Magdalena. Los departamentos restantes tuvieron sus seccionales al siguiente año.
En 1958, se realizó la primera gran investigación, acerca de las necesidades de formación profesional en todos los departamentos, excepto Chocó y Córdoba, teniendo como objeto de estudio a 5000 empresas de todos los sectores de la industria. El mismo reveló que al menos 210 mil trabajadores requerían complementar su educación y urgía la formación de 25 mil trabajadores adicionales. Con base en lo anterior, se fijó el plan quinquenal 1959-1963.
Para llevar a cabo el modelo de capacitación, se diseñaron los programas Promoción Profesional Popular, que llevaron capacitación técnica a diferentes ciudades y poblaciones rurales. En 1960, se firmaron dos importantes convenios con la Organización Internacional del Trabajo y el Fondo Especial de las Naciones Unidas, que brindaron asesoría administrativa, financiera y técnica a los pequeños y medianos empresarios, y promovieron el crecimiento empresarial. Además, la OIT asesoró en la formulación del primer Centro Nacional de Formación de Instructores. En la década de los 60, la entidad tiene un rápido crecimiento con la apertura de diversos centros de formación en todo el territorio nacional, atendiendo los sectores más importantes de la economía: industrial, comercial y agropecuario. En este período, el número de aprendices se incrementó en un 40 % anual, gracias a los aportes del sector privado y a la mejora de la infraestructura y diversificación de oferta.
El 10 de abril de 1970, se puso en marcha el Programa de Promoción Profesional Urbana enfocado a la industria, y el de Promoción Profesional Popular Rural asignados a la división agropecuaria. En 1974, se puso en práctica la política de capacitación para desempleados y subempleados. En el segundo quinquenio de los 70, la entidad procuró ampliar la cobertura a renglones modernos de la economía tradicional y no formal, darle un carácter popular a la enseñanza y modernizar las áreas administrativa, tecnológica y metodológica. Bajo esta premisa, se creó el Programa de Desarrollo Tecnológico en el Centro Especializado de Formación Profesional Avanzada y de la División de Desarrollo de Tecnología.
En la década de los 80, se pretendió dar alcance en la capacitación del sector informal de la economía y en 1985 surgió Capacitación para la Participación Campesina, dirigida a líderes campesinos, indígenas y comunidades beneficiarias de la Reforma Agraria, con el fin de que tomaran parte en el desarrollo agropecuario. Gracias a la alianza con la Sociedad de Agricultores de Colombia, se garantizó la formación de campesinos para instrucción en técnicas de producción y proyectos que dieron valor agregado a sus productos.
En los 90, la internacionalización de la economía incrementó la competencia empresarial. De ahí, la necesidad de expedir la Ley 119 de 1994, mediante la cual, la institución se reestructuró para brindar programas de formación profesional integral en todas las áreas económicas. En 1996, el SENA y el Instituto para el Desarrollo de la Ciencia y la Tecnología (Colciencias) se unieron para promover la investigación tecnología y la modernización científica, esto fue ratificado en el PND de 2003.
A partir del año 2000, priorizó el emprendimiento empresarial, la innovación tecnológica, la cultura de calidad, la normalización, la certificación de competencias laborales y el Servicio Público de Empleo.
En 2002, pasó de ofrecer 1,1 millones de cupos a un poco más de 7,9 millones de cupos en 2009, y en 2010 llegará a cerca de los 8 millones de cupos. En 2004, se crearon siete nuevas sedes regionales autónomas y con presupuesto propio en Amazonas, Arauca, Guainía, Guaviare, Putumayo, Vaupés y Vichada. De igual manera, se creó la regional Cundinamarca, independiente de la de Bogotá. Con estos mismos objetivos de ampliación de cobertura y atención a más colombianos, de 2002 y 2010, la entidad invirtió en la construcción y remodelación de 52 sedes, como las adelantadas en Cazucá (en Soacha), Tumaco, Leticia, Sincelejo, Quibdó, Puerto Leguízamo, Puerto Inírida, Puerto Carreño, Guapi y Tolú.

## Red de bibliotecas
Desde sus inicios, el SENA organizó bibliotecas en las ciudades capitales de departamento en el país como apoyo para los programas de formación laboral. En el comienzo su colección constaba de material bibliográfico editado por la misma institución, dicha colección se fue ampliando con la adquisición de material especializado para consulta.
Con el fin de automatizar y sistematizar los procesos relacionados con el desarrollo de colecciones, los servicios e integrar todas las bibliotecas en un sistema nacional de bibliotecas, se adquirió el Sistema de Gestión e Información Bibliográfica ALEPH 500, de la empresa Exlibris. Posteriormente, se adquirieron nuevos productos que complementarían el trabajo a desarrollar en el mencionado software: Metalib SFX, Webdewey 2.0, el Sistema de autoridades de materia en MARC21 “ARMARC”, el descubridor de recursos bibliográficos Primo, SFX y BX, y ARC que es el Centro de Reportes estadísticos para Aleph500, cuyas versiones han sido actualizadas al pasar del tiempo para mejorar su desempeño.

## Plataformas de SENA
SENA Sofia (Sistema Optimizado para la Formación Integral del Aprendizaje Activo) antes conocida como SENA Virtual, es la plataforma virtual de la institución. En ella, las personas pueden acceder a una cantidad de cursos virtuales y presenciales tanto cortos como técnicos y tecnólogos, los estudiantes presenciales y profesores la utilizan para interactuar, así como descargas de certificados e información de estudios.
Territorium para la educación E-learning que se utiliza para gestionar los cursos virtuales, actualmente ofrece más de 300 cursos cortos de entre 10 y 60 horas de duración; es necesario contar con una cuenta de Sena Sofia Plus para acceder a las formaciones virtuales. Anteriormente usaba Blackboard que tenía la misma función.
SGVA es la plataforma usada por las empresas para buscar aprendices que contratar en la etapa productiva o incluso en la etapa lectiva. Se accede con el número de documento, y la contraseña siempre es "aprendiz sena".
Cloudlabs una plataforma que brinda herramientas de simulaciones de fase inmersiva e intuitiva, presentada como un "juego" o gamificación donde puedes aprender sobre física, matemática, agricultura, electrónica, robótica, gestión ambiental, gestión energética, entre muchas otras. Se presentan problemas que tienes que resolver con herramientas y recursos, otorgados por la plataforma. Las calificaciones se guardan en un documento PDF con datos; las notas se pueden validar consultando con el soporte técnico.
SenaVideo es una página de streaming creada por los aprendices con ayuda de los instructores para transmitir contenidos audiovisuales vía streaming, constituyéndose como un recurso didáctico valioso que complementa cualquier programa de formación.
Inscripciones
Durante todo el año el SENA abre inscripciones en sus modalidades de cursos: presenciales, virtuales y a distancia. Las inscripciones a los cursos cortos virtuales siempre están abiertas excepto los meses de diciembre y enero que es cuando se realizan actividades de cierre y gestión y no hay asignación de instructor hasta pasado el mes de febrero. En el caso de los cursos presenciales y a distancia es importante estar pendiente de las inscripciones ya que no cuenta con cronograma fijo ni fechas específicas; estas quedan abiertas hasta llenar la convocatoria, lo cual suele ser de manera rápida.

## Proyectos y programas de acción
El SENA fue ampliado y modificado por las condiciones sociales, políticas, educativas y laborales, cada una con sus diferentes áreas y partes. Prueba de esto, son las diferentes áreas presentadas a continuación:   

### La certificación de competencias laborales (ECCL)
Es un proceso crucial para quienes buscan mejorar su empleabilidad y competir en el mercado laboral. El SENA ofrece diferentes opciones de certificación de competencias laborales, que van desde la verificación y certificación de habilidades, destrezas y conocimientos en una función o labor determinada, hasta la normalización de competencias laborales, que implica la adecuación de funciones con parámetros de calidad para desempeñar una labor.

### Fondo Emprender
Fue creado en diciembre de 2002 con el fin de apoyar el empleo y ampliar la protección social en Colombia, financia proyectos empresariales que provienen de Aprendices, Practicantes Universitarios o profesionales que no superen dos años de recibir su primer título universitario. También se enfoca en financiar iniciativas empresariales que provengan y sean desarrolladas por alumnos del SENA que hayan finalizado la etapa lectiva de un programa de formación, alumnos o egresados de cursos en el programa jóvenes rurales y línea de formación de líderes del desarrollo.
Para acceder a los beneficios del Fondo Emprender del SENA, se debe ser una persona jurídica o natural con establecimiento de comercio y tener una empresa que haya recibido acompañamiento del SENA a través de los programas SENA Emprende Rural (SER), Emprendimiento otras fuentes de financiación, Fondo Emprender o Fortalecimiento Empresarial.

### SENNOVA
Es el Sistema Nacional de Innovación y Tecnología del Servicio Nacional de Aprendizaje (SENA), es una estrategia de esta institución para promover la investigación, el desarrollo tecnológico, la innovación y la transferencia de tecnología en el país. El objetivo del SENNOVA es contribuir al fortalecimiento de la capacidad innovadora y tecnológica del país, a través de la generación y transferencia de conocimiento y tecnología, el fomento de la cultura de la innovación, el desarrollo de proyectos de investigación aplicada y el apoyo a la creación y consolidación de empresas innovadoras.
SENNOVA cuenta con una serie de programas y servicios para apoyar la investigación y la innovación en Colombia. Algunos de ellos son:
- Red de Investigación, Desarrollo e Innovación (I+D+i): es una plataforma que busca promover la colaboración entre empresas, centros de investigación y universidades, para el desarrollo de proyectos de investigación aplicada.
- Centro de Desarrollo Tecnológico (CDT): es un espacio dedicado a la investigación, desarrollo y transferencia de tecnología, donde se desarrollan proyectos de innovación y se brinda asesoría a empresas y emprendedores.
- Innovación Abierta: es un programa que busca fomentar la colaboración entre empresas y emprendedores para el desarrollo de proyectos de innovación.
- Observatorio de Ciencia, Tecnología e Innovación: es una plataforma que recopila información y datos relevantes sobre la innovación y la tecnología en Colombia, para facilitar la toma de decisiones de los actores involucrados en la promoción de la innovación y el desarrollo tecnológico.

### SENA Emprende Rural (SER)
SENA Emprende Rural es un programa implementado por el Servicio Nacional de Aprendizaje (SENA) en Colombia con el objetivo de propiciar la inclusión productiva de personas y comunidades en áreas rurales a través del emprendimiento y la generación de unidades productivas sostenibles. Este programa busca ofrecer soluciones a la población rural colombiana mediante la formación, el acompañamiento y el fortalecimiento de emprendimientos en distintos sectores económicos.
Sus características principales son:
1. Formación y Acompañamiento: El programa ofrece procesos de formación y capacitación a personas en áreas rurales, brindándoles habilidades técnicas, empresariales y de gestión que les permitan crear y operar sus propios emprendimientos.
2. Generación de Ingresos: El enfoque principal del programa es ayudar a los emprendedores rurales a generar ingresos y crear oportunidades de empleo en sus comunidades, contribuyendo al desarrollo económico local.
3. Diversificación Económica: SENA Emprende Rural busca fomentar la diversificación económica en las zonas rurales, promoviendo la creación de unidades productivas en diversos sectores como la agricultura, la agroindustria, el turismo rural, la artesanía, entre otros.
4. Apoyo a Grupos Vulnerables: El programa también tiene como objetivo brindar opciones laborales a grupos vulnerables, como campesinos, jóvenes y población en situación de vulnerabilidad en áreas rurales, mejorando sus oportunidades y calidad de vida.
5. Fortalecimiento de Competencias: Además de la formación técnica, SENA Emprende Rural busca fortalecer las habilidades de gestión empresarial de los emprendedores, ayudándoles a administrar sus negocios de manera eficiente y sostenible.
6. Certificación de Competencias: A través del Área de Evaluación y Certificación de Competencias Laborales (ECCL) del SENA, los emprendedores pueden obtener certificaciones que respalden sus habilidades, lo que aumenta su credibilidad y confianza en el mercado.
7. Acompañamiento Técnico: El programa proporciona acompañamiento técnico a los emprendedores, asesorándolos en aspectos relacionados con la producción, comercialización, gestión financiera y otras características más.

#### Población Objetivo
- Población rural joven entre los 15 y 28 años de edad
- Población vulnerable rural
- Pequeños y medianos productores agropecuarios

## Controversias
Luego de 19 años usando Blackboard, en 2019, el SENA decide cambiar a la plataforma Territorium a través de una negociación por 30 mil millones de pesos. En febrero de 2021 la Contraloría General ordena una inspección a la entidad por fallas en la plataforma Territorium.

## Organización
El SENA cuenta con 33 sedes regionales en todo el territorio colombiano, las cuales están organizadas en macrorregiones que a su vez se subdividen en zonas:
- Zona Andina:
  - Antioquia
  - Bogotá
  - Boyacá
  - Caldas
  - Cundinamarca
  - Huila
  - Norte de Santander
  - Quindío
  - Risaralda
  - Santander
  - Tolima
- Zona Caribe:
  - Atlántico
  - Bolívar
  - César
  - Córdoba
  - Guajira
  - Magdalena
  - San Andrés
  - Sucre
- Zona Pacífica:
  - Cauca
  - Chocó
  - Nariño
  - Valle del Cauca
- Zona Amazónica:
  - Amazonas
  - Caquetá
  - Guainía
  - Putumayo
  - Vaupés
- Zona de la Orinoquía:
  - Arauca
  - Casanare
  - Guaviare
  - Meta
  - Vichada

## Directores
- Rodolfo Martínez Tono (1957-1974)
- Eduardo Gaitán Duran (1974-1977)
- Gilberto Echeverry Mejía (1977-1978)
- Alberto Galeano Ramírez (1978-1981 y 1982-1986)
- Pedro de Narváez López (interino 1981-1982)
- Enrique Low Mutra (1986-1987)
- Clara Elsa Villalba de Sandoval (1987-1990)
- Hernando Arango Monedero (1990-1993)
- Carlos Hernan Peñaloza Martínez (1993-1996)
- Alberto Lora Pedroza (1996-1997)
- Rafael Ramírez Zorro (1997-2002)
- Dario Montoya Mejía (2002-2010)
- P. Camilo Bernal Hadad (2011-2012)
- Luis Alfonso Hoyos (2012-2013)
- Gina Parody (2013-2014)
- Arturo Fernando Rojas Rojas (interino 2014-2018)
- Alfonso Prada (2014-2017)
- María Andrea Nieto
- José Antonio Lizarazo Sarmiento (enero-septiembre de 2018)
- Carlos Mario Estrada (2018-2022)
- Jorge Eduardo Londoño (desde agosto de 2022)